# Zvoreț, Turka
Zvoreț (în ucraineană Зворець) este un sat în comuna Komarnîkî din raionul Turka, regiunea Liov, Ucraina.

## Demografie
Componența lingvistică a localității Zvoreț
     Ucraineană (100%)
Conform recensământului din 2001, toată populația localității Zvoreț era vorbitoare de ucraineană (100%).